# Шхерный монитор
Шхерный монитор — военный корабль, относящийся к классу мониторы. Предназначен для действий на морском мелководье вблизи от берега и устьях рек. Отличается малой осадкой, хорошей броневой защитой и наличием крупнокалиберной артиллерии (от 100 мм и выше). Применяется для подавления артиллерийских береговых батарей, живой силы и техники противника, также может противостоять любым кораблям. При борьбе, например, с береговыми батареями или фортами он может попасть в дуэльную ситуацию, отсюда высокие требования к бронированию.